# Landschaftsschutzgebiet Bachsiek bei Hovedissen
Das Landschaftsschutzgebiet Bachsiek bei Hovedissen mit etwa 13,8 ha Flächengröße liegt im Gemeindegebiet von Leopoldshöhe. Es wurde 2001 mit dem Landschaftsplan Nr. 2 Leopoldshöhe/Oerlinghausen-Nord durch den Kreistag des Kreises Lippe als Landschaftsschutzgebiet (LSG) ausgewiesen.

## Beschreibung
Die Bebauung von Leopoldshöhe grenzt im Süden direkt an das LSG. Im Norden grenzt das Gut Hovedissen der W. von Borries-Eckendorf GmbH & Co. KG an. Das LSG umfasst einen Bachsiek mit Grünland. An den Bächen stehen naturnahe Ufergehölze. Das Haupttal (Hauptsiek) verläuft verläuft in West-Ost-Richtung. Das Landschaftsschutzgebiet beginnt im Westen mit einem Feldgehölz aus Erlen-Eschen-Wald. Hier fließt ein namenloser Bach (Zufluss des Heipker Bachs) leicht mäandrierend. Nach dem Feldgehölz ist der Bach stark begradigt, wobei hier Acker bis an den Bach heranreicht. Anschließend folgt eine frühere Grünlandbrache die aufgeforstet ist. Weiter östlich ist die recht schmale Bachaue von Grünland eingenommen, das durch bachbegleitende Gehölze gegliedert ist. Auf Höhe des Gutes Hovedissen (W. von Borries-Eckendorf GmbH & Co. KG) liegt ein Teich. In den Teich mündet von Süden ein kleiner, leicht mäandrierender Bach. Dieser Bach liegt in einem von Grünland eingenommenen Seitental. Das Grünland weist stellenweise eine intensive Nutzung als Pferdeweide und Reitanlage auf. Auch nassen Grünlandflächen liegen im LSG. Der östliche Talrand ist sehr steil und mit Stieleichen und Schwarzerlen bestanden. Das Bachufer ist hochstaudenreich und einige Kopfweiden stehen dort.

## Schutzzwecke für das LSG
Laut Landschaftsplan erfolgte die Ausweisung des LSG
- „zur Erhaltung und Wiederherstellung der Leistungsfähigkeit des Naturhaushaltes mit seinen vielfältigen Funktionen Wasserschutz, Klimaschutz, Bodenschutz, Biotop- und Artenschutz in einem durch Siedlungsbereiche, Streubebauung und Verkehr stark beanspruchten und z.T. beeinträchtigten Raum,“
- „zur Erhaltung der Nutzungsfähigkeit der Naturgüter,“
- „zur Erhaltung und Entwicklung des für den Planungsraum typischen Landschaftsbildes mit seinen prägenden Tälern, naturnahen Waldbeständen, geomorphologischen Ausprägungen und gliedernden und belebenden Elementen,“
- „zur Erhaltung und Sicherung der besonderen Bedeutung des Planungsraumes für die Erholung.“[1]

## Rechtliche Vorschriften
Im Landschaftsschutzgebiet ist unter anderem das Errichten von Bauten und Fischteichen verboten. Grün- und Brachland darf nicht in eine andere Nutzungsart umgewandelt oder umgebrochen werden. Es ist ferner verboten Hunde frei laufen zu lassen. Vom Verbot ist Hundeeinsatz bei der ordnungsgemäßen Jagd, auf Hof- und Gartenbereichen und der Einsatz von Hütehunden ausgenommen.